# Asklepios von Tralleis

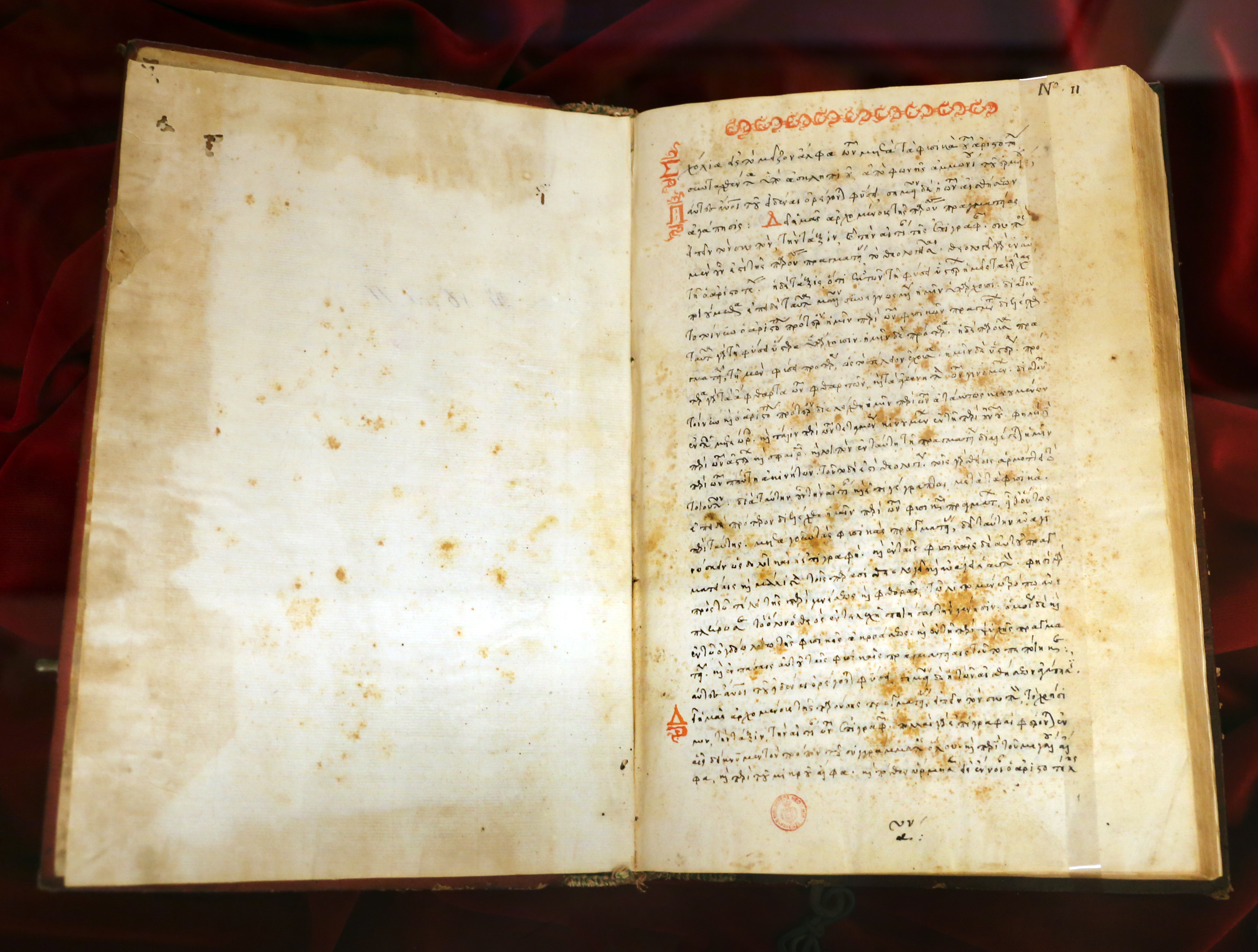
Comentarius of Alpha Meizon from Aristotle's Metaphysics

Asklepios von Tralleis (altgriechisch Ἀσκληπιός Asklēpiós, auch Asklepios von Tralles) war ein spätantiker Philosoph. Er gehörte zur neuplatonischen Richtung. Seine Geburt fällt vielleicht noch ins späte 5. Jahrhundert, seine Tätigkeit ins 6. Jahrhundert. Er stammte aus der Stadt Tralleis im Westen Kleinasiens und studierte in Alexandria.

## Leben
Über das Leben des Asklepios ist fast nichts bekannt. Aus seinen eigenen Angaben geht hervor, dass er ein Schüler des angesehenen Neuplatonikers Ammonios Hermeiou war, der in Alexandria lehrte. Wie sein Lehrer gehörte Asklepios der alten Religion an, stand also in Opposition zum Christentum, das damals Staatsreligion war. Er ist nicht zu verwechseln mit einem gleichnamigen Gelehrten, der ebenfalls Schüler des Ammonios war und Medizin unterrichtete.

## Werke
Asklepios verfasste zwei Werke, die erhalten geblieben sind: einen Kommentar zum Anfang (Bücher A bis Z) der Metaphysik des Aristoteles und einen Kommentar zur Einführung in die Arithmetik des Nikomachos von Gerasa. Beide Kommentare fußen vor allem auf Aufzeichnungen, die Asklepios im Unterricht des Ammonios anfertigte, und geben somit weitgehend die Ansichten des Ammonios wieder. Der Metaphysik-Kommentar ist die wichtigste Quelle für die Metaphysik des Ammonios. Asklepios fügt Material hinzu, das aus dem nur unvollständig erhaltenen Metaphysik-Kommentar des Alexander von Aphrodisias stammt; er ist auch von Alexander stark beeinflusst. Ob ihm eine vollständige Abschrift von Alexanders Werk vorlag, ist allerdings ungewiss. Auch den Metaphysik-Kommentar des Syrianos hat er verwendet.

## Lehre
Wie sein Lehrer Ammonios vertritt Asklepios die in Neuplatonikerkreisen verbreitete Ansicht, dass die aristotelische Philosophie im Wesentlichen mit dem Platonismus übereinstimme. Aristoteles habe nicht Platons Ontologie verworfen, sondern nur deren irrige Deutung bei manchen Platonikern. Daher pflegt Asklepios aristotelische Positionen zu verteidigen, doch wenn er anderer Meinung ist als Aristoteles, schreckt er nicht vor Kritik zurück. Ein eigenständiges Dasein der Ideen lehnt er ab; er meint, dass die Ideen im Demiurgen (Schöpfer) existieren.

## Rezeption
Johannes Philoponos, ein anderer Schüler des Ammonios, verfasste einen Kommentar zur Arithmetik des Nikomachos von Gerasa, für den der Kommentar des Asklepios eine Hauptquelle war. Das wesentlich ausführlichere Werk des Philoponos erzielte im Mittelalter und in der Renaissance eine weit stärkere Nachwirkung als das des Asklepios.
In der modernen Forschung wird die Frage, ob die Kommentare des Asklepios bloße Kompilationen sind oder eine philosophische Eigenleistung des Asklepios erkennbar ist, unterschiedlich beurteilt. Leonardo Tarán und Michael Schramm nehmen an, dass Asklepios kaum eigene Gedanken eingebracht habe. Ähnlich negativ urteilten schon im 19. Jahrhundert Alfred Gercke und Michael Hayduck, der Herausgeber des Metaphysik-Kommentars. Andere Untersuchungen haben zu einer günstigeren Einschätzung geführt; so meint beispielsweise Arthur Madigan, Asklepios habe sich relativ unbefangen um ein Verständnis der Philosophie des Aristoteles bemüht, statt nur seine eigene Denkweise zu präsentieren.

## Textausgaben
- Rosa Loredana Cardullo (Hrsg.): Asclepio di Tralle: Commentario al libro Alpha meizon (A) della Metafisica di Aristotele. Bonanno, Acireale 2012, ISBN 978-88-7796-882-1 (Edition mit italienischer Übersetzung)
- Leonardo Tarán (Hrsg.): Asclepius of Tralles: Commentary to Nicomachus' Introduction to Arithmetic. The American Philosophical Society, Philadelphia 1969
- Michael Hayduck (Hrsg.): Asclepii in Aristotelis metaphysicorum libros A–Z commentaria (= Commentaria in Aristotelem Graeca Bd. 6 Teil 2). Georg Reimer, Berlin 1888 (kritische Ausgabe)